# Fábio Nogueira
Fábio Túlio Filgueiras Nogueira (Campina Grande, 15 de dezembro de 1968) é um advogado e político brasileiro, que exerceu 3 mandatos como vereador e um como deputado estadual da Paraíba nas décadas de 1990 e 2000. É atualmente presidente do Tribunal de Contas do Estado da Paraíba, sendo eleito para o cargo em novembro de 2024.

## Carreira política
Sua estreia na política foi em 1988, quando foi candidato a vereador nas eleições municipais pelo recém-fundado PSDB, aos 19 anos, obtendo 899 votos.
Em 1992, também pelo PSDB, candidatou-se pela segunda vez a vereador, sendo eleito para o primeiro de seus 3 mandatos na Câmara Municipal, recebendo 1.521 votos (o mais votado de seu partido). Reelegeu-se em 1996 (2.581 sufrágios) e 2000 (5.211 votos), esta última pelo PMDB. Durante seus 2 últimos mandatos no Legislativo municipal, foi secretário de Turismo, Comunicação e Esporte, além de trabalhar na Secretaria de Governo e Coordenação Política nas gestões de Cássio Cunha Lima e Cozete Barbosa.
Voltou ao PSDB em 2002 para concorrer a uma vaga na Assembleia Legislativa, sendo bem-sucedido: 12.669 dos 24.390 votos que recebeu foram do eleitorado campinense.

## Tribunal de Contas e presidência da Atricon
Em 9 de maio de 2006, o plenário da Assembleia Legislativa aprovou a indicação de Fábio Nogueira para o Tribunal de Contas do Estado da Paraíba, substituindo Gleryston Lucena, que se aposentara em abril do mesmo ano. 27 deputados estaduais votaram a favor, houve 5 votos em branco; o único voto contrário à escolha foi de Olenka Maranhão (PMDB). 5 deputados ausentaram-se da votação: Frei Anastácio (PT), Vital do Rêgo Filho, Frei Anastácio, Francisca Motta e Trocolli Júnior (todos do PMDB). A posse foi na sede do TCE, em João Pessoa.
Em 2012, o ex-deputado estadual foi eleito presidente do Tribunal de Contas para o biênio 2013-14. Assumiu em 2018 a presidência da Associação dos Membros dos Tribunais de Contas do Brasil (Atricon), sucedendo Valdecir Pascoal.
Em novembro de 2024, foi eleito pela segunda vez para a presidência do Tribunal de Contas, substituindo Nominando Diniz, assumindo o cargo em janeiro de 2025.